# Belpahar
Belpahar è una città dell'India di 32.807 abitanti, situata nel distretto di Jharsuguda, nello stato federato dell'Orissa. In base al numero di abitanti la città rientra nella classe III (da 20.000 a 49.999 persone).

## Geografia fisica
La città è situata a 21° 49' 18 N e 83° 50' 45 E.

## Società

### Evoluzione demografica
Al censimento del 2001 la popolazione di Belpahar assommava a 32.807 persone, delle quali 17.641 maschi e 15.166 femmine. I bambini di età inferiore o uguale ai sei anni assommavano a 3.678, dei quali 1.923 maschi e 1.755 femmine. Infine, coloro che erano in grado di saper almeno leggere e scrivere erano 22.928, dei quali 13.751 maschi e 9.177 femmine.